# 36. National Hockey League All-Star Game
Das 36. National Hockey League All-Star Game wurde am 31. Januar 1984 in New Jersey ausgetragen. Das Spiel fand in der Brendan Byrne Arena, der Spielstätte des Gastgebers New Jersey Devils statt. Die All-Stars der Prince of Wales Conference schlugen die der Campbell Conference knapp mit 7:6. Das Spiel sahen 18.939 Zuschauer. Don Maloney von den New York Rangers wurde zum MVP gekürt. 

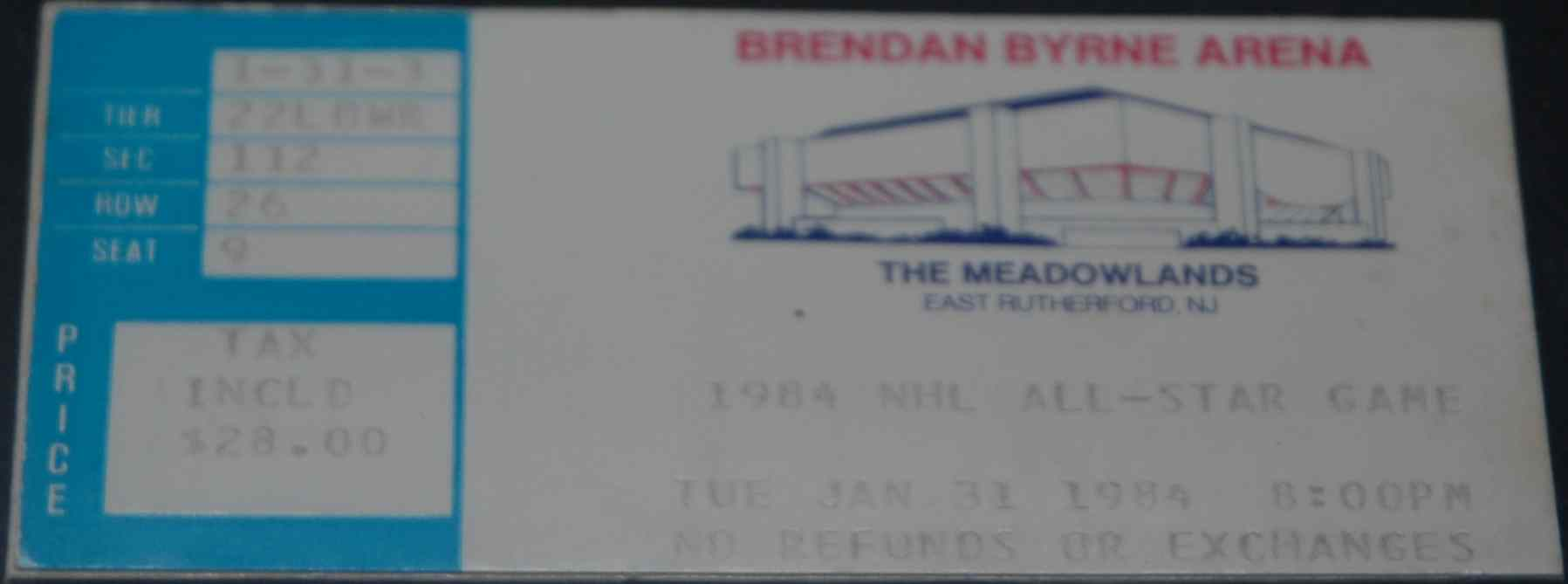
Eintrittskarte zum NHL All-Star Game 1984

## Mannschaften
| #           | Land               | Spieler           | Pos.           | Team                |
| Torhüter    |                    |                   |                |                     |
| 1           | Kanada             | Pete Peeters      | Pete Peeters   | Boston Bruins       |
| 30          | Kanada             | Glenn Resch       | Glenn Resch    | New Jersey Devils   |
| Verteidiger |                    |                   |                |                     |
| 2           | Kanada             | Joe Cirella       | Joe Cirella    | New Jersey Devils   |
| 4           | Vereinigte Staaten | Rod Langway       | Rod Langway    | Washington Capitals |
| 5           | Kanada             | Denis Potvin      | Denis Potvin   | New York Islanders  |
| 6           | Vereinigte Staaten | Phil Housley      | Phil Housley   | Buffalo Sabres      |
| 7           | Kanada             | Ray Bourque       | Ray Bourque    | Boston Bruins       |
| 20          | Vereinigte Staaten | Mike O’Connell    | Mike O’Connell | Boston Bruins       |
| Angreifer   |                    |                   |                |                     |
| 10          | Kanada             | Barry Pederson    | C              | Boston Bruins       |
| 11          | Kanada             | Gilbert Perreault | C              | Buffalo Sabres      |
| 12          | Kanada             | Don Maloney       | LW             | New York Rangers    |
| 14          | Vereinigte Staaten | Mark Johnson      | LW             | Hartford Whalers    |
| 15          | Kanada             | Michel Goulet     | LW             | Québec Nordiques    |
| 16          | Kanada             | Rick Middleton    | RW             | Boston Bruins       |
| 17          | Kanada             | Tim Kerr          | C              | Philadelphia Flyers |
| 23          | Kanada             | Mike Bullard      | C              | Pittsburgh Penguins |
| 25          | Schweden           | Mats Näslund      | LW             | Montréal Canadiens  |
| 26          | Kanada             | Brian Propp       | LW             | Philadelphia Flyers |
| 27          | Tschechoslowakei   | Peter Šťastný     | C              | Québec Nordiques    |
| 28          | Kanada             | Pierre Larouche   | C              | New York Rangers    |

| #           | Land   | Spieler          | Pos.             | Team                  |
| Torhüter    |        |                  |                  |                       |
| 30          | Kanada | Murray Bannerman | Murray Bannerman | Chicago Black Hawks   |
| 31          | Kanada | Grant Fuhr       | Grant Fuhr       | Edmonton Oilers       |
| Verteidiger |        |                  |                  |                       |
| 4           | Kanada | Kevin Lowe       | Kevin Lowe       | Edmonton Oilers       |
| 5           | Kanada | Rob Ramage       | Rob Ramage       | St. Louis Blues       |
| 6           | Kanada | Brad Maxwell     | Brad Maxwell     | Minnesota North Stars |
| 7           | Kanada | Paul Coffey      | Paul Coffey      | Edmonton Oilers       |
| 24          | Kanada | Doug Wilson      | Doug Wilson      | Chicago Black Hawks   |
| 44          | Kanada | Dave Babych      | Dave Babych      | Winnipeg Jets         |
| Angreifer   |        |                  |                  |                       |
| 8           | Kanada | Glenn Anderson   | RW               | Edmonton Oilers       |
| 9           | Kanada | Lanny McDonald   | RW               | Calgary Flames        |
| 10          | Kanada | Charlie Simmer   | LW               | Los Angeles Kings     |
| 11          | Kanada | Mark Messier     | LW               | Edmonton Oilers       |
| 12          | Kanada | Bernie Nicholls  | C                | Los Angeles Kings     |
| 17          | Kanada | Darcy Rota       | LW               | Vancouver Canucks     |
| 18          | Kanada | Denis Savard     | C                | Chicago Black Hawks   |
| 19          | Kanada | Steve Yzerman    | C                | Detroit Red Wings     |
| 22          | Kanada | Rick Vaive       | RW               | Toronto Maple Leafs   |
| 23          | Kanada | Brian Bellows    | RW               | Minnesota North Stars |
| 25          | Kanada | John Ogrodnick   | RW               | Detroit Red Wings     |
| 99          | Kanada | Wayne Gretzky    | C                | Edmonton Oilers       |

## Spielverlauf

### Wales Conference All-Stars 7 – 6 Campbell Conference All-Stars
All Star Game MVP: Don Maloney (1 Tor, 3 Vorlagen)
| Team       | Zeit  | Stand | Torschütze      | Vorlagengeber  | Vorlagengeber  |
| 1. Drittel |       |       |                 |                |                |
|            | 8:51  | 1–0   | Joe Cirella     | Peter Šťastný  |                |
|            | 9:30  | 2–0   | Denis Potvin    | Tim Kerr       | Michel Goulet  |
|            | 14:49 | 3–0   | Rick Middleton  | Barry Pederson | Phil Housley   |
|            | 16:40 | 4–0   | Mats Näslund    | Don Maloney    | Denis Potvin   |
|            | 17:14 | 5–0   | Pierre Larouche | Mark Johnson   | Don Maloney    |
| 2. Drittel |       |       |                 |                |                |
|            | 21:23 | 5–1   | Denis Savard    | Rick Vaive     | Darcy Rota     |
|            | 25:51 | 5–2   | Darcy Rota      | Rick Vaive     | Denis Savard   |
|            | 26:42 | 5–3   | John Ogrodnick  | Steve Yzerman  |                |
|            | 37:34 | 6–3   | Pierre Larouche | Don Maloney    | Mark Johnson   |
| 3. Drittel |       |       |                 |                |                |
|            | 47:24 | 7–3   | Don Maloney     | Mark Johnson   | Joe Cirella    |
|            | 48:11 | 7–4   | Dave Babych     | John Ogrodnick |                |
|            | 51:23 | 7–5   | Wayne Gretzky   | Rick Vaive     | Charlie Simmer |
|            | 57:37 | 7–6   | Brian Bellows   | Doug Wilson    |                |